# Abd ar-Rahman al-Bazzaz
Abd ar-Rahman al-Bazzaz, arab. ‏عبد الرحمن البزاز‎ (ur. 1913, zm. 1973) – iracki polityk, dwukrotny premier Iraku w latach 1965-1966 i ponownie między czerwcem a wrześniem 1966. Prawnik, wykładowca akademicki, teoretyk panarabizmu.

## Życiorys

### Wczesna działalność
Z wykształcenia prawnik, w 1934 ukończył studia licencjackie w Bagdadzie, następnie kontynuował wyższe studia w Londynie. W kolejnych latach był aktywny w kręgach irackich nacjonalistów arabskich; był przy tym człowiekiem głęboko religijnym i uważał, że panarabizm nie wyklucza bycia gorliwym muzułmaninem, a nawet znajduje uzasadnienie w religijnej tradycji. Z powodu swojego zaangażowania w ruchu nacjonalistycznym został w 1942 aresztowany na fali represji wymierzonych po interwencji brytyjskiej w zwolenników rządów al-Kilaniego i Złotego Czworoboku. W więzieniu pozostał do końca II wojny światowej.
Po wyjściu na wolność wrócił do pracy zawodowej i do 1956 był dziekanem szkoły prawniczej w Bagdadzie. W wymienionym roku został zwolniony za protest przeciwko naruszaniu wolności słowa przez rząd Nuriego as-Sa’ida; następnie trafił do aresztu, a po zwolnieniu został zmuszony do wyjazdu ze stolicy kraju. Wrócił do niej po rewolucji w Iraku i ponownie zaangażował się w działalność organizacji panarabskich. Był jednak raczej teoretykiem niż praktykiem, nie był związany z żadną organizacją na stałe.

### 1958-1965
Stojący na czele rewolucyjnego rządu Abd al-Karim Kasim odciął się jeszcze w 1958 od haseł jedności wszystkich Arabów, usunął z administracji państwowej panarabistów oraz członków irackiego oddziału partii Baas i postanowił w pierwszej kolejności przeprowadzać gruntowne reformy w samym Iraku. W rezultacie al-Bazzaz został ponownie uwięziony; po zwolnieniu udał się na emigrację do Kairu i pozostał tam do zamachu stanu w lutym 1963, w czasie którego Kasim został obalony i zamordowany. Sformowany przez reprezentantów partii Baas oraz panarabskich wojskowych rząd mianował go ambasadorem Iraku w Egipcie (1963), a następnie w Wielkiej Brytanii (1963-1964). W 1964 został sekretarzem generalnym OPEC i pozostawał nim przez rok. We wrześniu 1965, gdy upadł rząd Tahira Jahji, został wezwany do Bagdadu, by wejść do nowego gabinetu Arifa Abd ar-Razzaka jako wicepremier, minister spraw zagranicznych oraz minister ropy naftowej.
Jeszcze w tym samym miesiącu premier Abd ar-Razzak podjął nieudaną próbę przeprowadzenia puczu i odsunięcia od władzy prezydenta Abd as-Salama Arifa. Zamach stanu został powstrzymany przez wierną głowie państwa Gwardię Republikańską. Po tym wydarzeniu Abd as-Salam Arif, wieloletni przyjaciel al-Bazzaza, powierzył mu misję stworzenia nowego rządu. Al-Bazzaz stał się tym samym pierwszym od 1958 cywilnym premierem Iraku, a jego rząd nie miał już nosić nazwy Narodowej Rady Rewolucyjnego Dowództwa.

### Premier

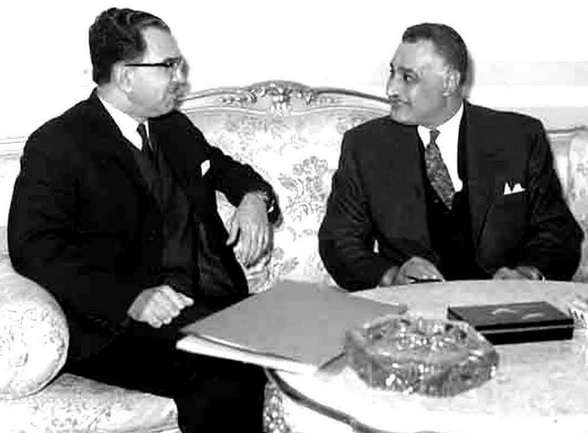
Abd ar-Rahman al-Bazzaz jako premier Iraku z prezydentem Egiptu Gamalem Abdel Naserem

Objęcie stanowiska premiera przez al-Bazzaza wzbudziło duże nadzieje wśród zwolenników demokracji parlamentarnej i zamożniejszych warstw społecznych skłaniających się ku gospodarce liberalnej. Nowy szef rządu faktycznie zapowiadał ponowne zalegalizowanie partii politycznych, rozpisanie pierwszych od kilku lat wyborów parlamentarnych i poszerzenie zakresu wolności politycznych obywateli. Wykonał gesty pod adresem prywatnego biznesu, zapowiadając koniec akcji nacjonalizacyjnych i zwiększenie rekompensat dla właścicieli ziemskich, którzy stracili majątki podczas reformy rolnej. Swoją politykę gospodarczą określał mianem "ostrożnego socjalizmu", co oznaczało w praktyce budowanie gospodarki mieszanej. Pojawiła się nadzieja, że cywilny premier zakończy zaangażowanie polityczne wojskowych. W rzeczywistości jednak rząd al-Bazzaza był bardzo słaby, a jego istnienie zależało wyłącznie od poparcia prezydenta Arifa. Liberalizm gospodarczy al-Bazzaza doprowadził do utraty poparcia dla niego w środowiskach irackich panarabistów (naserystów).
W kwietniu 1966 Abd as-Salam Arif zginął w wypadku helikoptera. Al-Bazzaz sugerował swoją kandydaturę na wakujący urząd prezydencki, jednak Narodowa Rada Obrony oraz rząd opowiedzieli się za powołaniem na niego brata zmarłego przywódcy, Abd ar-Rahmana Arifa. Nowy prezydent po raz drugi mianował go premierem. Autorytet Abd ar-Rahmana Arifa w wojsku, także w Gwardii Republikańskiej, był jednak znacznie mniejszy, niż pozycja jego nieżyjącego brata. W rezultacie Arif nie był w stanie bronić rządu al-Bazzaza, złożonego z nowych ministrów, sceptycznych wobec dominacji wojskowych, przed rosnącą wrogością wyższych oficerów. Pierwszą przyczyną konfliktu między gabinetem a armią były dążenia al-Bazzaza, by w ramach odnowy budżetu odebrać armii część kierowanych na nią środków ze sprzedaży ropy. Drugim problemem stała się kwestia kurdyjska. W maju 1966, po serii porażek ponoszonych przez armię iracką w starciach z kurdyjskimi partyzantami Mustafy Barzaniego, premier skontaktował się z przywódcą buntu i uzgodnił z nim warunki zawieszenia broni. Zadeklarował szacunek dla ruchu narodowego Kurdów i gotowość uznania ich aspiracji, co umożliwiło rozpoczęcie negocjacji. W czerwcu 1966 przedstawił Kurdom dwunastopunktową propozycją porozumienia, która była najkorzystniejszą ofertą, jaką kiedykolwiek dotąd zaproponowało im państwo irackie. Al-Bazzaz zapowiedział wyznaczenie stałych miejsc dla deputowanych kurdyjskich w parlamencie irackim i nadanie Irakowi statusu państwa dwunarodowego, traktującego na równi języki i kultury arabską oraz kurdyjską. Barzani zaakceptował ten projekt jako podstawę do dalszych pertraktacji.
Daleko idące propozycje przedstawione Kurdom zaniepokoiły oficerów irackich, gdyż w ich ocenie godziły w autorytet armii, otwierały drogę do wyodrębnienia niepodległego Kurdystanu z terytorium Iraku, a także mogłyby podnieść autorytet al-Bazzaza i umożliwić mu realizację planów powrotu do demokracji parlamentarnej. W rezultacie w sierpniu 1966 oficerowie wymusili na prezydencie zdymisjonowanie al-Bazzaza i powierzenie misji tworzenia nowego gabinetu dawnemu Wolnemu Oficerowi, Nadżiemu Talibowi (oficjalnie dymisja premiera nastąpiła 6 września 1966). Zmiana rządu pociągnęła za sobą wycofanie się z planu uregulowania stosunków z Kurdami.

### Ostatnie lata
Po zamachu stanu w Iraku w 1968 i powtórnym objęciu pełni władzy przez iracki oddział partii Baas został aresztowany na fali represji. Zwolniono go po dwóch latach z powodu złego stanu zdrowia. Trzy lata później zmarł.